# Osmanginjärvi
Osmanginjärvi eller Osmanki är en sjö i Finland. Den ligger i kommunen Kiuruvesi i landskapet Norra Savolax, i den centrala delen av landet, 400 km norr om huvudstaden Helsingfors. Osmanginjärvi ligger 99,5 meter över havet. Den är 6,5 meter djup. Arean är 2,78 kvadratkilometer och strandlinjen är 16,59 kilometer lång. Sjön  ingår i Vuoksens huvudavrinningsområde.   I omgivningarna runt Osmanginjärvi växer i huvudsak blandskog.
I övrigt finns följande i Osmanginjärvi:
- Paaransaari (en ö)

I övrigt finns följande vid Osmanginjärvi:
- Korpijoki (ett vattendrag)